# Papilio mayo
Papilio mayo là một loài bướm thuộc họ Bướm phượng (Papilionidae). 
Loài Papilio mayo được mô tả năm 1873 bởi Atkinson. Loài bướm Papilio mayo sinh sống ở .

## Hình ảnh

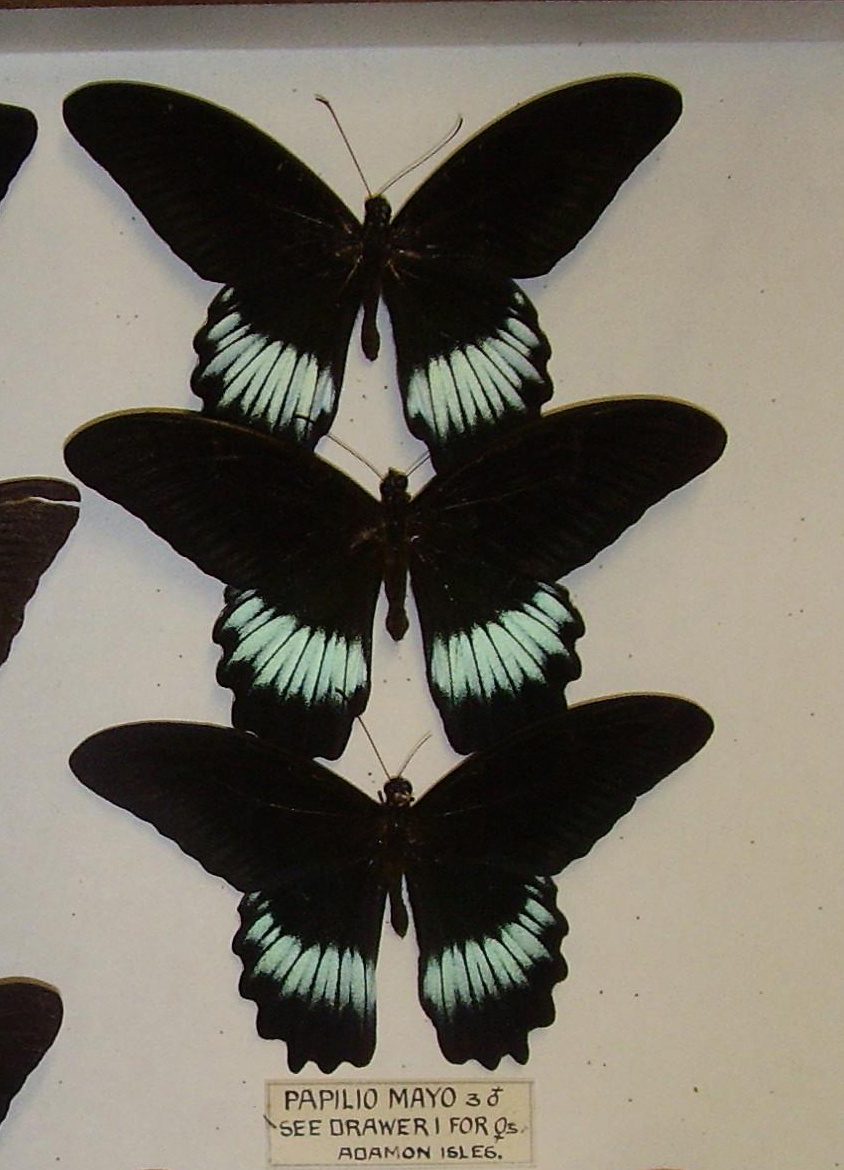
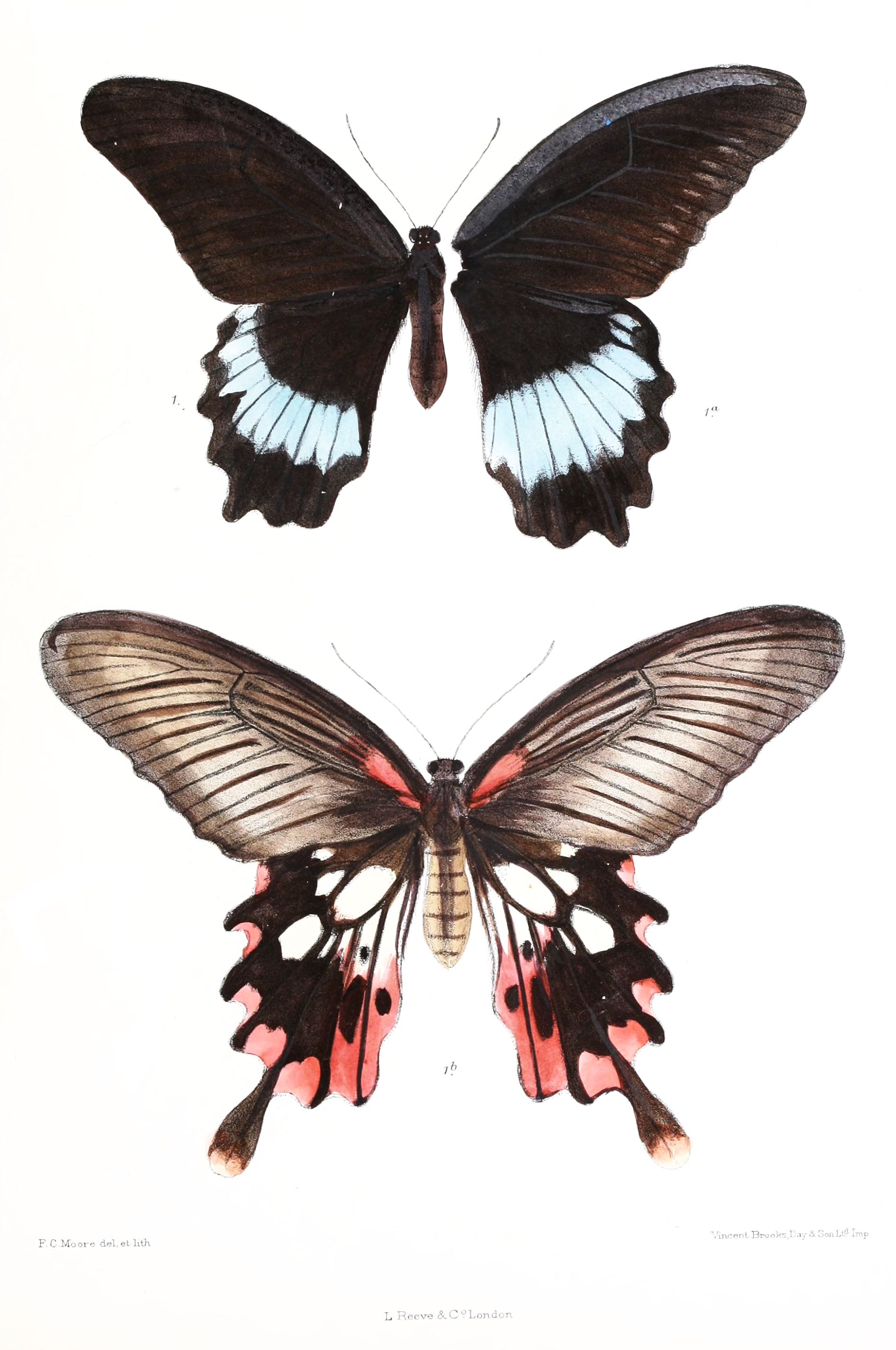